# Shelley Mann
Shelley Mann (n. 15 octombrie 1937, New York City, New York, SUA – d. 24 martie 2005, Alexandria, Virginia, SUA) a fost o înotătoare americană, medaliată olimpică. A participat la o ediție a Jocurilor Olimpice (1956) în care a câștigat două medalii de aur și o medalie de argint.